# 京都府立城陽支援学校
京都府立城陽支援学校（きょうとふりつ じょうようしえんがっこう）は、京都府城陽市にある府立特別支援学校。軽度の知的障害生徒を対象にした職業教育コースと、独立行政法人国立病院機構南京都病院に入院、及び同院の重症心身障害児施設に入所する児童生徒を対象としたコースが設置されている。

## 交通アクセス
- JR奈良線山城青谷駅から徒歩約20分
- 近鉄京都線新田辺駅・JR片町線（学研都市線）京田辺駅から京都京阪バス緑苑坂・工業団地・維中前行きバスで約15分「南京都病院」下車

近鉄新田辺バス停は近鉄新田辺駅西口を出たところにある。
JR京田辺バス停はJR京田辺駅東口を出た先の1つ目の交差点を渡り、少し南にある。

## 設置学部
- 重心教育部（国立病院機構南京都病院重症心身障害施設入所児童生徒）
  - 小学部
  - 中学部
  - 高等部
    - 普通科基礎教育（自立活動中心）
- 病弱教育部（国立病院機構南京都病院入院児童生徒）
  - 小学部
  - 中学部
- 通学高等部（軽度知的障害生徒）
  - 普通科職業教育（作業学習中心）

通学高等部の「通学」は、重心教育部や病弱教育部は隣接する国立病院機構南京都病院に入所・入院している児童生徒が学ぶ学部なのに対して、通学高等部は自主通学可能な軽度の知的障害生徒が自宅から通学する学部という意味である。

## 歴史
- 1985年（昭和60年）8月1日 - 城陽地区新設養護学校開設準備室を開設。
- 1986年（昭和61年）4月1日 - 京都府立城陽養護学校として、重心教育部、病弱教育部の2部で開校。
- 1988年（昭和63年）4月1日 - 通学高等部を設置。
- 2011年（平成23年）4月1日 - 学校名を「城陽支援学校」に変更。